# Qataban

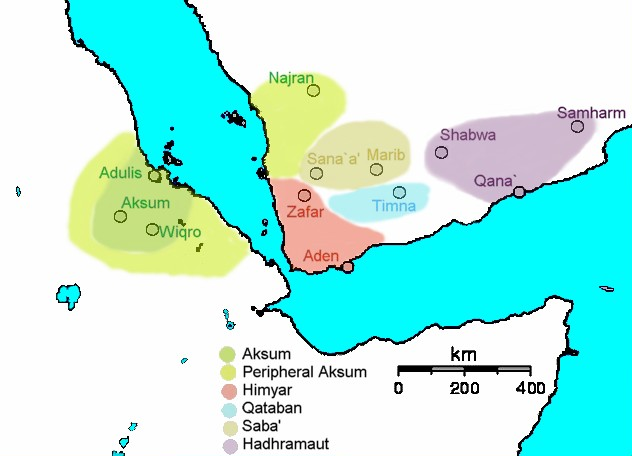
Kungariket Qataban (ljusblått) omkring 230 e.Kr.

Qataban, även Kataban, var ett gammalt kungarike i Sydarabien från nio- eller tiohundratalet f.Kr. till omkring 300-talet e.Kr. då det försvann som självständig stat. 
Riket låg i området runt Wadi Bayhan som ligger väster om Hadramawt och söder om Marib i nuvarande Jemen. Huvudstaden var Timna, belägen vid Kryddvägen som sträckte sig från Sydarabien norrut genom Arabiska halvön till Medelhavet. Wadi Bayhan var en av fyra wadier som vid den tiden bildade centrum för större politiska enheter nämligen Saba (riket i Marib), Qataban, Hadramaut och Ma'in (mineiska riket). 